# Delftse Hout
Delftse Hout (deutsch Delfter Wald) ist ein Naherholungsgebiet und gleichzeitig ein Stadtteil im Nordosten der niederländischen Stadt Delft.

## Geschichte
Das Naherholungsgebiet wurde in den 1970er Jahren eingerichtet. Es besteht hauptsächlich aus jungem Wald, Grünflächen und einem See. Der See (de Grote Plas, der Große Teich genannt) entstand, als in den 1960er Jahren von dem Brachland Sand zum Bau von Wohnviertel in der Umgebung abgebaut wurde. Der Strand besteht aus feinem weißen Sand; der weitläufige See wurde in verschiedene Bereiche eingeteilt, ein Planschbereich für Kinder, ein Bereich für Hunde sowie abgeteilt ein Nacktbadestrand. Weiterhin verfügt das Gebiet über diverse Naturbeobachtungsstellen, einen kleinen Wildgarten, einen Kinderbauernhof mit Streichelzoo, einen Wassergarten und einen Campingplatz.
Im Süden grenzt das Gebiet teilweise an den Heempark, aber auch an das Möbelhaus Ikea, im Norden und Osten geht es nahtlos an das Nootdorper Erholungsgebiet Dobbeplas über und im Westen wird es durch die Europastraße 19 begrenzt.

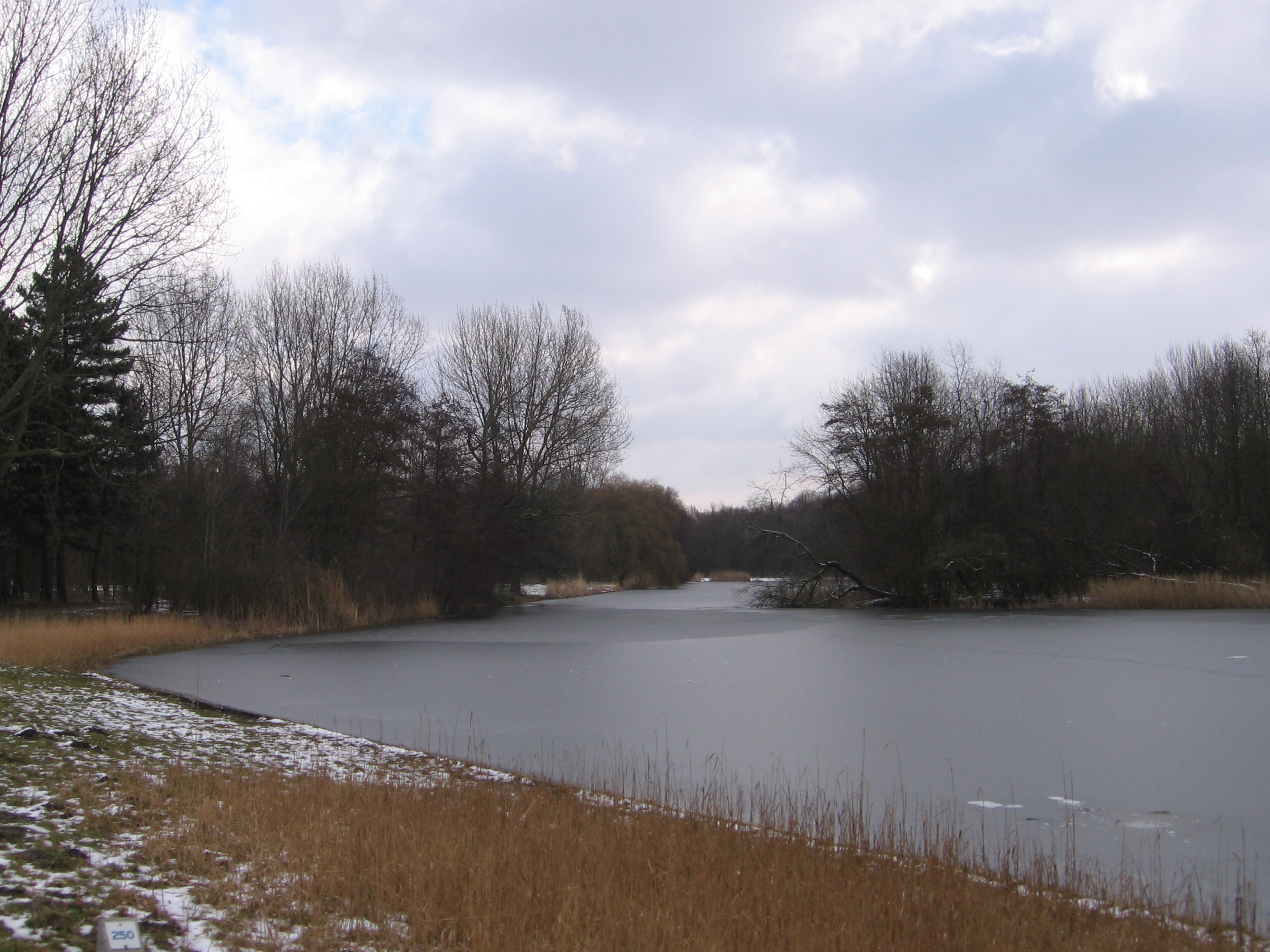
Delftse Hout im Winter
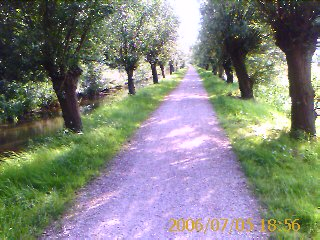
Delftse Hout im Sommer
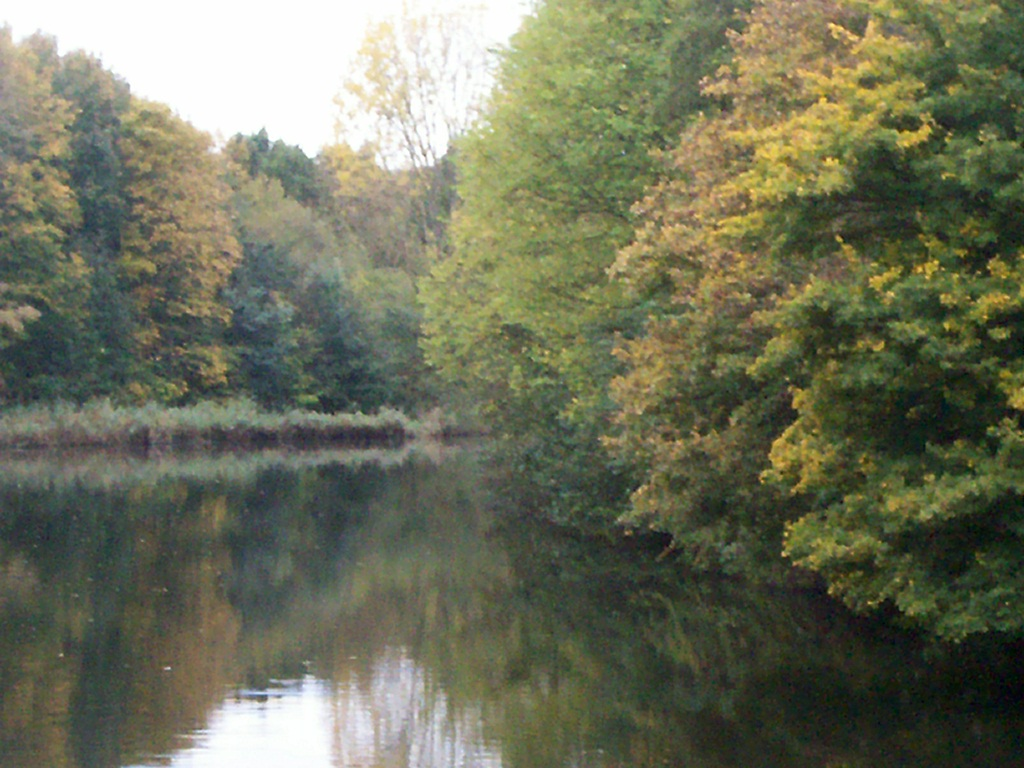
Delftse Hout im Herbst
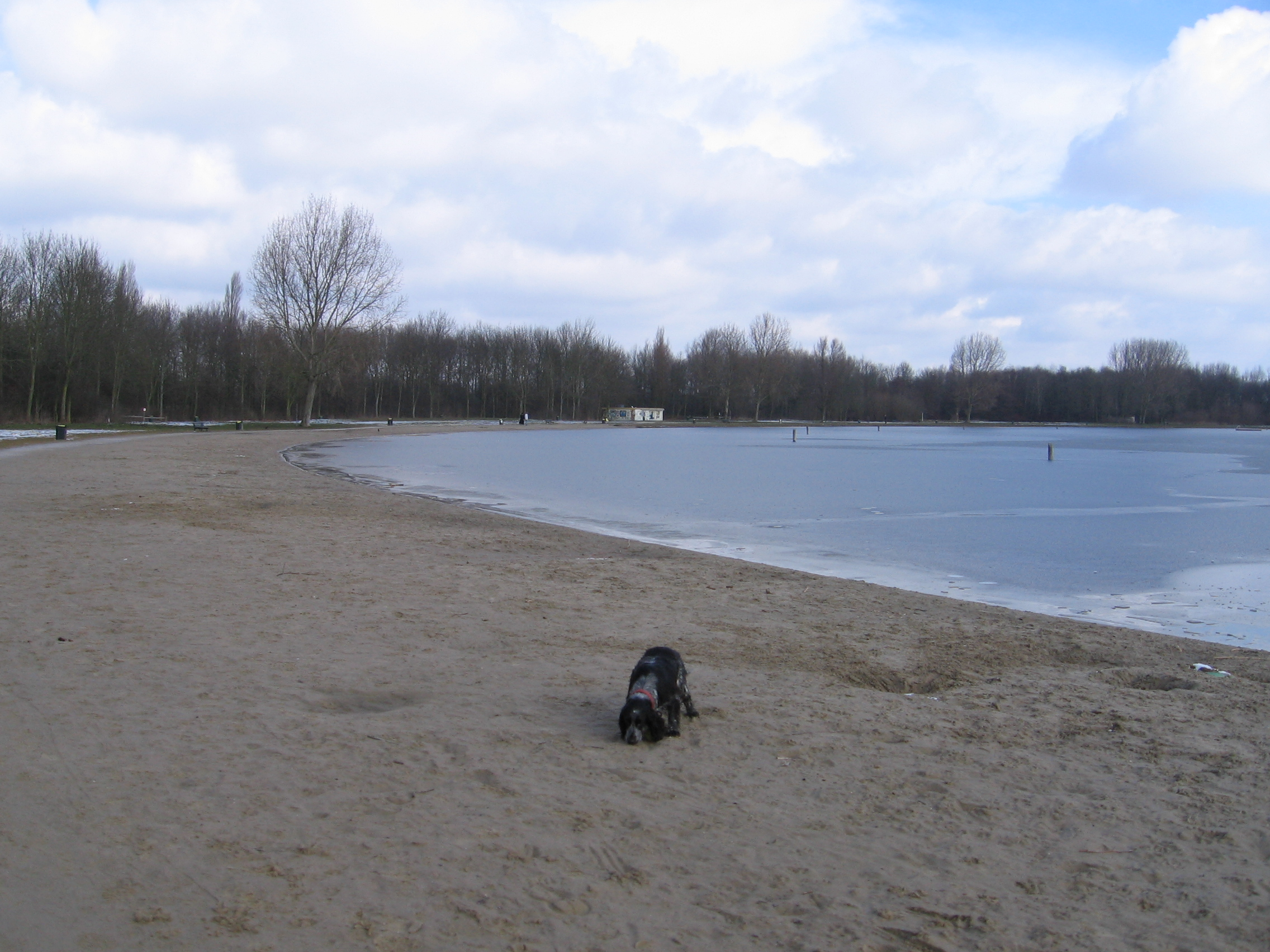
Strand am Grote Plas
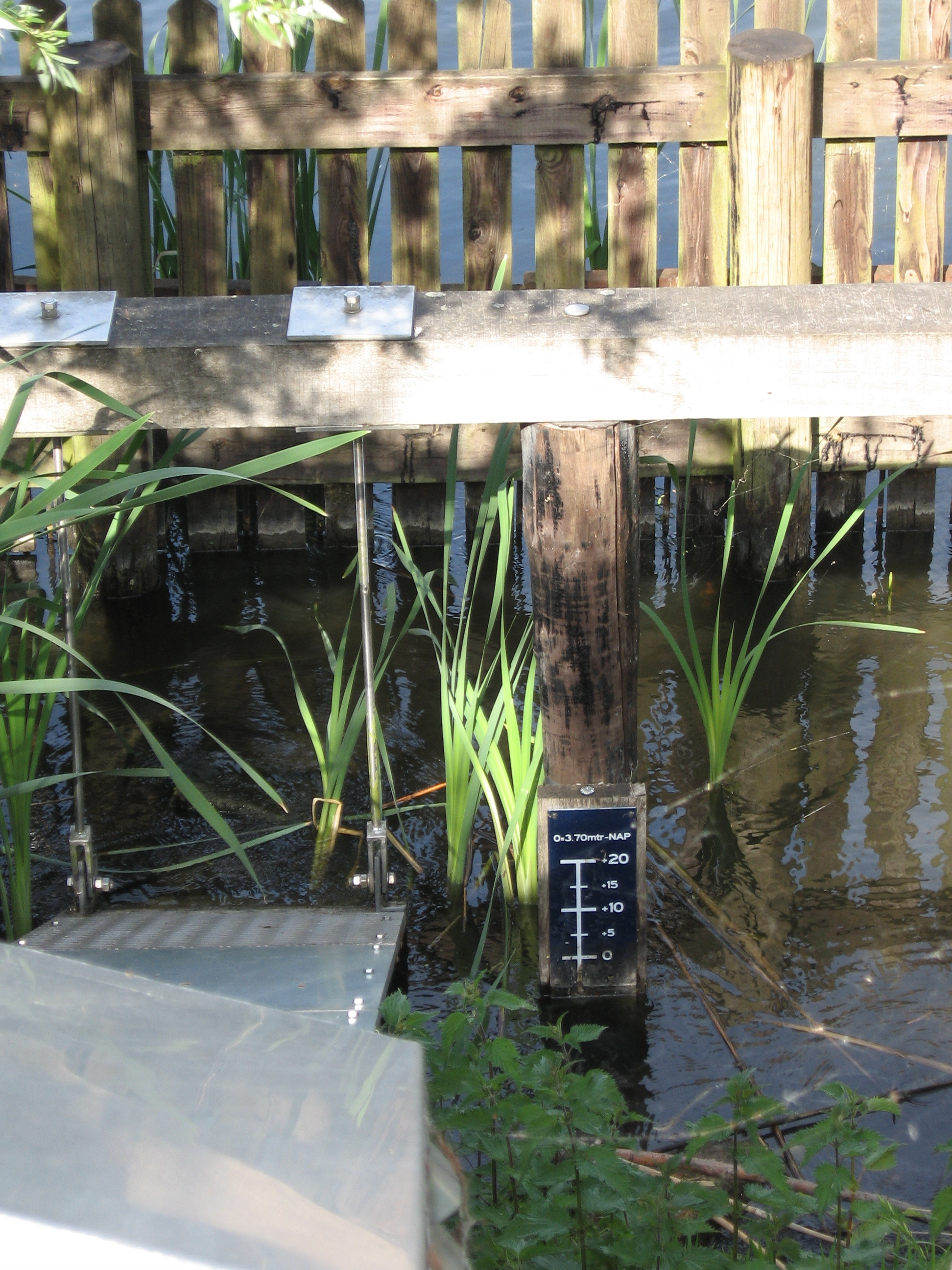
Wasserstandsmarkierung: 3,70 Meter unter NAP!